# Мосіна (Старгардський повіт)
Мосіна (пол. Mosina, нім. Mössin) — село в Польщі, у гміні Добжани Старгардського повіту Західнопоморського воєводства.
Населення — 50 осіб (2011).
У 1975-1998 роках село належало до Щецинського воєводства.

## Демографія
Демографічна структура станом на 31 березня 2011 року:
|          | Загалом | Допрацездатний вік | Працездатний вік | Постпрацездатний вік |
| -------- | ------- | ------------------ | ---------------- | -------------------- |
| Чоловіки | 25      | 7                  | 16               | 2                    |
| Жінки    | 25      | 3                  | 15               | 7                    |
| Разом    | 50      | 10                 | 31               | 9                    |